# Лука Светец
Лука Светец (словен. Luka Svetec; Камник, 8. октобар 1826 — 28. јануар 1921) био је словеначки политичар, правник, аутор и филолог. Током 1870-их и 1880-их, Светец је био један од најутицајнијих вођа такозваних Старих Словенаца, националне конзервативне политичке групе у словеначким земљама 19. века. Био је познат као поштен и принципијелан политичар, хваљен је због своје пристојности и директног, практичног односа према политичким питањима и животу уопште. Старословенски вођа Јанез Блајвајс назвао га је „искристалисаним словеначким здравим разумом”. Због неуспеха да преузме политичко вођство странке након смрти њеног лидера Јанеза Блајвајса, који се такође назива оцем нације, Светец га је у штампи подругљиво називао „очухом нације”.

## Биографија
Рођен је 8. октобра 1826. у Камнику, у Словенији. По завршетку гимназије у Љубљани, уписао се на Универзитет у Бечу, где је студирао право. По дипломирању 1853. године радио је у аустријској администрацији у Хрватској. После 1861. године, вратио се у родну Крањску, првобитно као виши званичник аустријске правосудне управе у Мокроногу и Кочевју, а потом као окружни судија на Брду при Луковици. Између 1866. и 1871. радио је у општинској управи у Љубљани, а касније као нотар грађанског права у Идрији и Литији.
Учествовао је у стварању Уједињење Словеније од 1848. Био је врло активан у дискусијама о стварању стандардног језика за словеначки језик. Био је један од најгласнијих оптуженика словеначке језичке и националне индивидуалности против панславизма и југословенства. У активну политику ушао је 1862. године, када је изабран за сталеж Крањске. Након смрти Ловра Томана, 1870-их, појавио се као један од најутицајнијих вођа старословенског политичког покрета. Против прагматизма већине њених вођа, Светец је позвао на непопустљиву политичку акцију, често на страни радикалних Младих Словенаца. Током свог живота бранио је идеју Уједињене Словеније. Противио се националним захтевима заснованим на историјским државним правима и чврсто подржавао идеју природног права народа.
После 1881. године, именован је за наследника Јанеза Блајвајса, као вођа старословенског покрета. Међутим, конзервативније фракције у покрету одбиле су његово вођство. После средине 1880-их, Светец се приближио словеначким либералним националистима и придружио се националној напредној странци.
Преминуо је 28. јануара 1921. у Литији.